# Kim Hyong-jik
Kim Hyong-jik, né le 10 juillet 1894 à Mangyongdae (Corée) et mort le 5 juin 1926 au Jilin (Chine), est un activiste coréen indépendantiste anti-japonais.
Il est le père du fondateur de la Corée du Nord Kim Il-sung, ainsi que le grand-père de Kim Jong-il, et l'arrière grand-père du dirigeant nord-coréen actuel, Kim Jong-un.

## Biographie
Né le 10 juillet 1894 dans le petit village de Mangyongdae, situé au sommet du pic de Mungyungbong, situé à 12 km en aval de la rivière Diadong de la ville de Pyongyang. 
En 1919, Kim Hyong-jik et sa femme Kan Pan Sok ont quitté leur village de Mangyongdae pour aller en Mandchourie pour ouvrir une échoppe de pharmacopée.
Kim est le fils de Kim Bo-hyon (金輔鉉, 1871-1955),. Kim a étudié à l'université Soongsil, qui était dirigée par un missionnaire américain. 
Il est ensuite devenu professeur puis pharmacien herboriste. Sa mort le 5 juin 1926, à l’âge de 31 ans, est due à de nombreux problèmes médicaux dont une gelure au 3e degré.
Kim et son épouse fréquentaient l’Église chrétienne et Kim a été a mi-temps un missionnaire protestant. Son fils, Kim Il-sung, a fréquenté les services religieux pendant son adolescence avant de devenir athée plus tard dans sa vie.
Kim Il-sung a beaucoup parlé de l'idée de son père : le chiwŏn (« aspirations justes »).
La biographie officielle du gouvernement Kim Jong-il énonce que son grand-père Kim Hyong-jik était « le leader du mouvement de libération nationale anti-japonais et a été un pionnier du changement d'un mouvement nationaliste à un mouvement communiste en Corée »[réf. nécessaire] ce point de vue est largement contesté parmi les universitaires étrangers et les sources indépendantes, qui affirment que pendant l'occupation japonaise l'opposition de Kim Hyong-jik à cette occupation n'était qu'un peu plus forte que la moyenne de la population. Kim Il-sung a clamé que ses ancêtres, y compris son grand-père Kim Bo-hyon et son arrière-grand-père Kim Ung-u (1848-1878), aurait commandé durant la bataille contre le navire américain Général Sherman, ce qui est contesté, ou non vérifiable.

## Postérité
Il a un musée et un monument dédié à Ponghwari en Corée du Nord.